# Maison Schreck
La  maison Schreck  (finnois : Schreckin talo) est un bâtiment construit dans le quartier de Jussinkylä à Tampere en Finlande.

## Présentation
Le bâtiment est conçu en 1902 par Georg Schreck, pour son frère aîné, le premier maire de Tampere, Karl Hjalmar Schreck.